# Jo Vliex
Jo Vliex (Heerlen, Limburg, 8 juli 1942) is een hedendaags Nederlands componist, dirigent, jurylid, muziekrecensent, muziekpedagoog en muziekuitgever.

## Levensloop
Vliex kreeg al op 5-jarige leeftijd pianolessen van zijn vader. Na fluit en klarinet wisselde hij op 9-jarige leeftijd op hoorn. Op 14-jarige leeftijd musiceerde hij aan het Stadttheater in Aken onder leiding van de toenmalige dirigent Herbert von Karajan. 
Vanaf 1958 studeerde hij aan het Conservatorium Maastricht HaFa-directie, piano en hoorn. Eveneens studeerde hij compositie aan de Rheinische Musikhochschule te Keulen. In 1954 startte hij met zijn studie kerkorgel en was van 1956 tot 1963 organist in twee kerkparochies te Kerkrade en Landgraaf. Vanaf 1964 was hij bij diverse blaasorkesten als dirigent actief. Eveneens leidde hij enkele jaren een jeugdorkest en koor te Heilust-Kerkrade. Hij jureerde zowel in Nederland bij festivals als ook in het buitenland bij officiële muziekwedstrijden. In onder meer het Zwitserse Bern en in Luxemburg maakte hij deel uit van een internationale jury. Ook was hij vele jaren muziekrecensent bij het Limburgs Dagblad en schreef artikelen en recensies voor diverse nationale vakbladen van de muziekbonden in Nederland. Vanaf 1980 is hij serieus gaan componeren. Hij heeft inmiddels een omvangrijk oeuvre op zijn naam staan dat bestaat uit o.a. marsen, concertwerken, composities voor solo-instrument met piano, koorwerken, symphonische muziek en kamermuziek. Om zijn werken en die van zijn zoon te publiceren stichtte hij een eigen muziekuitgeverij met als naam Bronsheim Muziekuitgeverij. Zijn zoon Leon ging vanaf 1 januari 2011 verder met deze uitgeverij onder de naam Bronsheim Music.
Naast verschillende harmonie- en fanfareorkesten in Nederland was hij in Duitsland dirigent van het harmonieorkest Instrumentalverein "St. Cäcilia" Tüddern 1912 e.V., Musikverein Schierwaldenrath en Musikverein Granterath-Erkelenz.

## Composities

### Werken voor orkest

#### Symfonieën
- Symfonie "The Request", voor symphonieorkest
- Symfonie "The Attack", voor symphonieorkest
- A Joke Symphony, voor symphonieorkest
- Symfonie "The Legion", voor strijkorkest

#### Andere Werken voor orkest
- A Disaster, voor orkest
- Erinnerung, voor strijkorkest
- His Decree, voor strijkorkest
- Host Country, voor orkest
- Hullabaloo, voor orkest
- Piece Together, voor orkest
- The Meridian, voor orkest
- The Mirage, voor orkest
- The Nail, voor orkest
- The Raiders, voor orkest

### Werken voor harmonie- en fanfareorkest en brassband
- A Festive Phantasy
- A simple melody
- A Swinging Classic
- Anniversary March
- At a castle, voor piano en brassband
- Attonline
- BaJoKa
- Bandora
- Bokkenrijders Suite
- Bronsheim mars
- Bronsheim Suite
- Drummers in concert
- El diestro, paso-doble
- El Vira
- En marche
- Flag of liberty
- Free and Happy
- Friends for 90 Years
- Good versus Evil
- Happy Band

- Heart and Soul
- Hermit's prayer
- Intrada Baroque
- IPA-Mars (Mars van de International Police Association)
- J.F.C. March
- Keep fit
- Kleine concert ouverture
- La Prima Keruse
- Madiba
- Marche folklorique Brunssum '80
- Mars der kmar
- Mars der 1e Divisie KMar
- Mars der 2e Divisie KMar
- Mars der 3e Divisie KMar
- Modest and cheerfull
- Morning prayer
- Musicatharina mars
- Nonaginta
- Now is the month of maying
- Passionate Feelings
- Plain Fantasia

- Prayer of a nun
- Remesiana
- Russisches Zigeunerlied
- Seeboden mars
- See the light
- Song of a friar
- Suite about folksongs
- Talking eyes
- Teudorum
- The Centenarian
- The cruel Duke
- The golden harp
- The Golden Baton
- The Harmony of Worlds
- The heaven on earth
- The Hunt
- The Liberators
- Three Characters
- Varietas Delectat
- WMC mars
- Woodland Scenery

### Missen en andere kerkmuziek
- Mis in G-groot, voor gemengd koor en orgel

### Vocale muziek
- Der Ratgeber, Sopraan en Piano
- Eine reiche Sammlung , Tenor en Piano
- Der Prälat, Tenor en Piano

#### Werken voor koor
- Eer zij God in onze dagen, voor mannenkoor en koperkwartet
- Kwakers-Karnaval, voor mannenkoor en piano
- The Morning, voor gemengd koor en orgel
- The Muleteer, voor mannenkoor en piano
- The Orphan, voor mannenkoor en piano

### Kamermuziek
- At a castle, voor Bb-instrument en piano
- Intrada voor Kerstmis, voor koperkwartet
- Meditate, voor cello en piano
- Pietistic, voor altviool en piano
- Reflection, voor cello en piano
- Sonate in as-mineur, voor altviool en piano
- Sonate in es-mineur, voor altviool en piano
- Springtime, voor cello en piano
- Strijkkwartet nr.1
- Strijkkwartet nr.2
- Strijkkwartet nr.3
- Strijkkwartet nr.4
- Two Solemn Hymns, voor ensemble
- Vernal Song, voor C/Bb-instrument en piano

### Werken voor orgel
- Joyfull
- Keenset
- Milderung
- The organ plays
- The Prior

### Sonates en solostukken voor instrumenten
- Sonate in gis-mineur, voor altviool
- Sonate in bes-mineur, voor cello
- Sonate in e-mineur, voor hobo
- Sonate in c-mineur, voor fagot
- Sonate in fis-mineur, voor altviool
- Sonate in g-mineur, voor althobo
- Sonate in cis-mineur, voor althobo

### Diversen
- Drummers in concert, voor drumband
- En Marche, voor drumband
- Fleute-Karnaval, voor pijperkorps
- H.O.B.-mars, voor drumband
- Kleine concert-ouverture, voor drumband
- Les Flutistes, voor pijperkorps
- Little pipers, voor pijperkorps
- Little drum march, voor drumband
- Modest and Cheerfull, voor pijperkorps
- Nono, voor pijperkorps
- On Parade, voor drumband
- The Drummers, voor drumband
- The Few, voor drumband